# 伊朗的亚美尼亚修道院群
伊朗的亚美尼亚修道院群，位于伊朗的西阿塞拜疆省和东阿塞拜疆省，始建于公元7世纪到14世纪之间，由三个亚美尼亚教堂组成。建筑有圣塔迪乌斯修道院、圣斯特帕诺斯修道院、和佐佐教堂。这些遗址在2008年7月8日举行的第32届世界遗产委员会会议上，因其在展示亚美尼亚建筑和装饰传统方面的突出价值且为该地区传播亚美尼亚文化的中心而被列入联合国教科文组织世界遗产名录。这三座教堂占地总面积为129公顷(320英亩)。 它们代表着亚美尼亚东南边缘地区最后的古老文化遗迹。整个建筑群经历了多次翻新，至今保存完好。

## 地理位置
伊朗的亚美尼亚修道院群位于伊朗的西阿塞拜疆和东阿塞拜疆省。这些建筑——圣塔迪乌斯修道院、圣斯特帕诺斯修道院和佐佐教堂都经历了多次翻新。三座教堂的总面积为129公顷。圣塞迪厄斯修道院也被称为“黑色教堂”，位于西阿塞拜疆省，距离马库约18公里。圣斯特帕诺斯修道院位于伊朗西北部东阿扎拜扬省吉尔法市以西17公里。

## 历史
亚美尼亚人来自的亚美尼亚高原，是伊朗西北部的一部分，被称为伊朗阿塞拜疆。亚美尼亚在公元4世纪早期改信基督教。一些世界上最古老的亚美尼亚教堂、修道院和教堂都位于伊朗的这个地区 ，而伊朗的阿塞拜疆地区通常是伊朗最古老的教堂的所在地。
根据未经证实的史料记载，圣·撒迪乌斯于公元1世纪被埋葬在圣·撒迪厄斯修道院的遗址，而圣·格里高利负责在公元4世纪在这里建立了一座修道院。然而，有记录证明圣塞迪厄斯修道院可以追溯到7世纪。它在1319年的一次地震中被毁，1320年在撒迦利亚主教的努力下得以重建。
在15世纪萨非王朝统治期间，这些修道院被保存下来。在16世纪和17世纪期间，由于奥斯曼人的攻击，许多亚美尼亚人迁徙到伊朗中部，修道院被遗弃。一旦萨非人重新在这一地区定居，这些修道院就被重新占领和整修。然而，在18世纪，该地区成为俄罗斯、奥斯曼和波斯帝国之间争夺统治权的冲突之地。当波斯人最终获得控制权时，修道院遭到了破坏。在卡扎尔时代，亚美尼亚人重新控制了修道院，并重建了它们。现存的圣塔迪乌斯修道院于1814年重建，并于1970年翻新。
据记载，圣斯特帕诺斯修道院始建于公元649年，并于10世纪在同一地点建造了一座新建筑。在亚美尼亚独立和发展的历史中，它是一个主要的基督教教堂。在遭受地震破坏后，它在1320年代由撒迦利亚主教重建。在整个14世纪，它是该地区基督教传教工作的影响中心。这一时期的标志是宗教主题的文学手稿和绘画创作。修道院在1819年至1825年期间重建，并再次成为宗教活动的中心。它在20世纪70年代进行了翻新，并在1983年至2001年期间进行了再次翻新。
佐佐教堂是于1314年在河岸边建造。它利用了10世纪到12世纪之间的一个早期宗教纪念碑的遗迹。在奥斯曼帝国统治时期，建筑的一些部分被摧毁 。后来，教堂面临因修建大坝而被淹没的威胁，不得不转移到上游的一个新地点。

## 建筑
这三座修道院融合了拜占庭、波斯、东正教、亚述人、穆斯林和亚美尼亚文化的建筑风格。

### 圣塔迪乌斯修道院

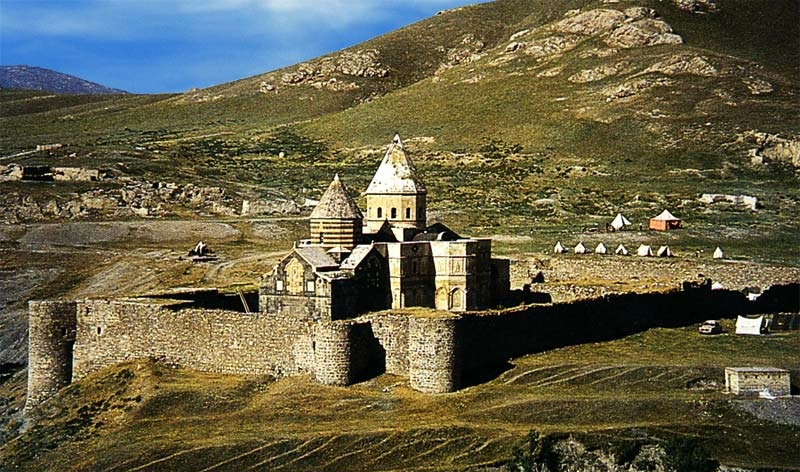
圣塔迪乌斯修道院

圣塔迪乌斯修道院分为两个区域，第一个区域占地29.85公顷，由四个小教堂和修道院本身组成。一堵长64米、宽51米的复合墙环绕着主修道院。在这堵墙的旁边是僧侣们的住宅区。在内部庭院中，主要的宗教建筑位于41.7 × 23.6米的空间中。有一个由四根柱子构成的大入口。主教堂——所谓的“白色教堂”——是建立在希腊十字架的基础上的。它有伞形圆顶和钟楼。这里还有一座黑人教堂，是整个教堂中最古老的部分，教堂顶部也有一个圆顶。外部艺术品由不同颜色的雕花石雕成，这是一种亚美尼亚建筑艺术形式。室内装饰融合了亚美尼亚和波斯的风格。在主修道院的东北方向还有另外三个小教堂。
第二个区域有圣多克礼拜堂，距离修道院东南部约2公里，占地1.98公顷。在这个小教堂旁边的两个墓地中的一个有一口石棺。